# Alexandra Dahlström
Lena Marina Alexandra Dahlström, född 12 februari 1984 i Hille församling i Gävle kommun, är en svensk skådespelare, regissör och manusförfattare. Hon belönades, tillsammans med Rebecka Liljeberg, med Guldbaggen för bästa kvinnliga huvudroll för rollen som Elin i Fucking Åmål (1998).

## Biografi
Alexandra Dahlström debuterade som filmskådespelare 1997 i ungdomsfilmen Sanning eller konsekvens, där hon spelade mobbaren Fanny. Men genombrottet kom 1998 som tonårsflickan Elin i Fucking Åmål. 1999 hade hon en roll i Tomten är far till alla barnen.
Dahlström har även studerat till tolk och specialiserat sig på ryska och italienska. Hon var tolk under inspelningen av filmen Lilja 4-ever.
Under hösten 2004 medverkade Dahlström som "DJ" i Sen kväll med Luuk på TV4. Efter inspelningen av Fröken Sverige 2004 har hon bland annat prövat lyckan i Italien i drygt två år och medverkat i femton avsnitt av den nederländska såpoperan Goede tijden, slechte tijden. I såpan spelade hon den svenska utbytesstudenten Skylar Nilsson.
År 2007 debuterade Alexandra Dahlström som kortfilmsregissör med Lacrimosa och hon har därefter regisserat ytterligare några kortfilmer. Hon har även skrivit manus till filmerna. Dahlström tilldelades stipendiet 1 km film under Stockholms filmfestival 2008.
Sedan 2009 har hon medverkat i ett flertal lång- och kortfilmer.
År 2014 medverkade Dahlström i Timbuktus video "Annie Leibovitz". All We Have Is Now, med premiär i oktober samma år, var Alexandra Dahlströms debut som långfilmsregissör.
Dahlström verkar också som föreläsare.

## Filmografi, i urval
- 1997 – Sanning eller konsekvens
- 1998 – Fucking Åmål
- 1999 – Tomten är far till alla barnen
- 2003 – Utvecklingssamtal
- 2004 – Fröken Sverige
- 2005 – Som kärlek fast på riktigt
- 2007 – Goede tijden, slechte tijden (TV-serie)
- 2007 – De missälskande
- 2008 – Mañana
- 2009 – Jenny ger igen
- 2009 – Babysister
- 2010 – Vår dag skall komma
- 2011 – She's Blonde Like Me
- 2012 – Spindelgången
- 2012 – She's Staging It
- 2012 – Rum 1112
- 2012 – Player
- 2012 – Blondie
- 2013 – Ömheten
- 2014 – All We Have Is Now
- 2014 – Antingen-eller
- 2016 – Love Revisited
- 2018 – Banana Pancake Trail

## Teater

### Roller
| År   | Roll             | Produktion                   | Regi              | Teater   |
| ---- | ---------------- | ---------------------------- | ----------------- | -------- |
| 1999 | Borghild Stordal | Kranes konditori Cora Sandel | Agneta Ehrensvärd | Dramaten |